# Turszunzoda

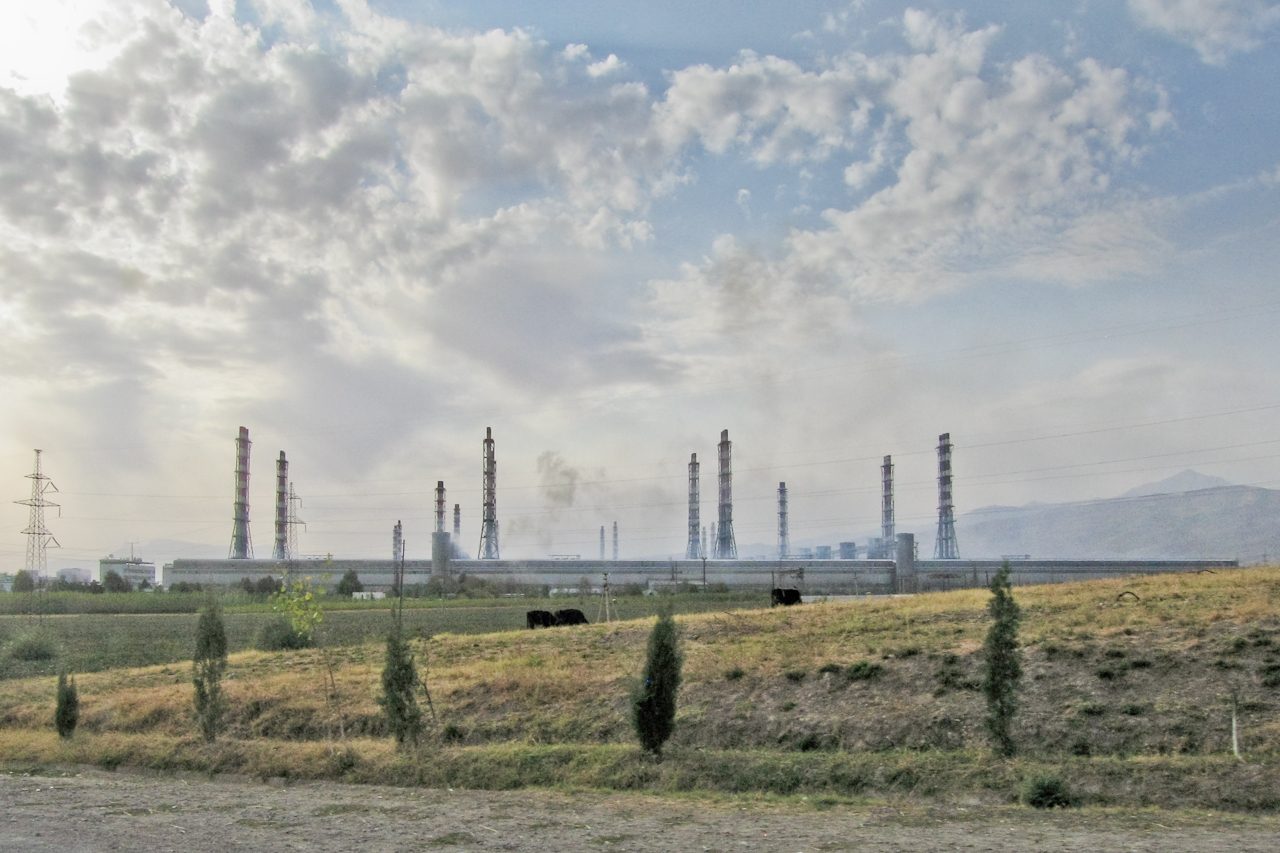
A turszunzodai alumíniumkohászati üzem látképe

Turszunzoda (tádzsik írással: Турсунзода), 1978-ig Regar köztársasági alárendeltségű város Tádzsikisztánban. Járási központ, a Turszunzodai járás székhelye. Dusanbétól 57 km-re nyugatra, a tádzsik–üzbég határ közelében, a Hiszor-völgyben, átlagosan 750 m-es tengerszint feletti magasságon helyezkedik el.
Éghajlata mérsékelt szárazföldi. A nyarak forrók és szárazak, a nyári legmagasabb hőmérséklet gyakran eléri a 40°C-t is. A telek enyhék, az átlagos téli hőmérséklet +2°C.
Jelentős ipari központ, a városban működik Közép-Ázsia egyik legjelentősebb iparvállalata, a turszunzodai alumíniumkohászati üzem (TADAZ). Másik jelentős üzeme a porcelángyára. A várost Mirzo Turszunzoda tádzsik költőről nevezték el. Mellette halad el a Dusanbét Üzbegisztánnal nyugati irányban összekötő M41 jelzésű főút. Lakossága az utolsó, 1989-es népszámlálás idején 40 600 fő volt, a becsült lakosságszám 2000-ben 39 ezer, 2006-ban 37 ezer volt.
A mai város helyén álló Regar falu a termékeny Hiszor-völgy egyik mezőgazdasággal foglalkozó települése volt. Neve a reg tádzsik szóból ered, melynek jelentése agyag. A környéken végzett régészeti ásatások tanúsága szerint a területen fejlett volt a kerámiaművesség és a téglakészítés is jelentős volt. Elsősorban zöldséget, grapefruitot és gyapotot termesztenek, de a környéken a rizstermesztés is jelentős. Lakossága a 20. század elején csak négyezer fő volt. A település az 1930-as években indult fejlődésnek. 1938-ban gyapotmagtalanító üzemet nyitottak a településen. 1954-ben járási székhely lett. Az 1960-as években a Vahs folyón felépített nureki vízerőmű által biztosított elektromos energiatermelés tette lehetővé a környéken az ipartelepítést. 1970-ben kezdték el a település mellett egy alumíniumkohó felépítését. Az üzem 1975-ben kezdte meg működését.
1978-ban Mirzo Turszunzoda tádzsik költőről nevezték el. A város vasútállomása azonban továbbra is a Regar nevet viseli.
1993 és 1994 között üzbég fegyveresek tartották megszállva a várost a tádzsik polgárháborúban. Végül a kormányhadsereg és orosz egységek foglalták vissza, mivel az alumíniumkohója óriási kapacitással dolgozott, gyakorlatilag a legnagyobb a világon.

## Külső hivatkozások
- https://web.archive.org/web/20140301033859/http://tursunzoda-city.tj/
- https://web.archive.org/web/20110225182044/http://nashregar.ru/